# Castell de Cabres
Castell de Cabres település Spanyolországban, Castellón tartományban. Castell de Cabres Herbés, Morella, La Pobla de Benifassà és Vallibona községekkel határos. Lakosainak száma 22 fő (2024).

## Népesség
A település népessége az elmúlt években az alábbi módon változott:
| Lakosok száma | 21   | 19   | 19   | 18   | 17   | 16   | 17   | 17   | 22   | 22   |
|               | 2001 | 2004 | 2006 | 2009 | 2011 | 2014 | 2016 | 2019 | 2021 | 2024 |